# Fresnay-en-Retz
Fresnay-en-Retz korábbi község Franciaországban, Loire-Atlantique megyében. 2016. január 1-jén Bourgneuf-en-Retz községgel egyesült és Villeneuve-en-Retz új község része lett.
Lakosainak száma 1244 fő (2018. január 1.). Fresnay-en-Retz Villeneuve-en-Retz, Machecoul-Saint-Même, Saint-Même-le-Tenu és Sainte-Pazanne községekkel határos.

## Népesség
A település népességének változása:
| Lakosok száma | 665  | 716  | 877  | 848  | 855  | 1169 | 1239 | 1265 | 1307 | 1244 |
|               | 1962 | 1968 | 1982 | 1990 | 1999 | 2008 | 2011 | 2013 | 2017 | 2018 |